# Richard Alexander Fullerton Penrose Jr.
Richard Alexander Fullerton Penrose Jr. (17 décembre 1863 - 31 juillet 1931), mieux connu tout au long de sa carrière sous le nom de RAF Penrose Jr., est un géologue minier et entrepreneur américain.

## Biographie
Il est issu d'une importante famille de Philadelphie d'origine cornouaillaise. Il est le frère du sénateur américain Boies Penrose (en), de l'ingénieur des mines Spencer Penrose (en) et du gynécologue Charles Bingham Penrose (en), et le petit-fils de l'homme politique américain Charles B. Penrose (en).
Penrose obtient son diplôme en 1885 avec un doctorat de Harvard pour des travaux sur les phosphates. Plus tard, il effectue des levés géologiques au Texas et en Arkansas jusqu'en 1892, puis parcourt le pays en tant que géomètre minier. Son travail le plus remarquable est son étude de Cripple Creek, Colorado, pour l'US Geological Survey. Penrose s'est abstenu d'acheter ou d'investir dans des mines dans la région de Cripple Creek en raison de ce qu'il considérait comme sa responsabilité éthique en tant qu'employé de l'USGS, mais a acheté et investi dans des mines ailleurs, notamment des mines d'argent et de cuivre en Arizona.
En 1903, ses frères et son père sont des investisseurs qui forment la Utah Copper Company.
Après la mort de son père en 1908, Penrose change complètement de carrière, utilisant ses connaissances de géologue minier pour se lancer en tant qu'investisseur minier et entrepreneur dans d'autres domaines. Ayant amassé une richesse considérable, Penrose crée la médaille Penrose de la Société américaine de géologie (GSA) en 1927. Penrose est très actif au sein de la GSA : il est élu membre de la GSA en 1889, siège au conseil de 1914 à 1916, est vice-président en 1919, membre du comité des finances de 1924 à 1929 et président en 1930. À sa mort en 1931, il laisse un généreux legs à la GSA avec le reste de sa succession après des legs plus mineurs répartis également entre la Société américaine de géologie et la Société américaine de philosophie de Philadelphie : près de 4 millions $ sont allés à chaque société (environ l'équivalent de 67 millions de dollars en 2016). Le legs Penrose sert à soutenir le programme de bourses de recherche de la Geological Society of America. Penrose est président de l'Académie des sciences naturelles de Philadelphie de 1922 à 1926.
Avec Francis West Lewis et T. Hewson Bache, il fondé l'Hôpital pour enfants de Philadelphie.
Penrose est intronisé au US National Mining Hall of Fame en 2006.